# Combretum cufodontii
Combretum cufodontii là một loài thực vật có hoa trong họ Trâm bầu. Loài này được Chiov. mô tả khoa học đầu tiên năm 1939.